# 保時捷935
保時捷935是由德國高性能汽車生產商保時捷生產的高性能跑車。第一代保時捷935於1976年問世，並被定義為同廠保時捷911的930世代賽車版本，性能及技術指標瞄準國際汽車聯盟（FIA）旗下的Group 5賽事而設計。保時捷935可被視為保時捷 Carrera RSR 2.1 turbo Prototype的升級。保時捷亦以935參戰1974年度勒芒24小時大賽，並最終奪得全場第二名。

## 初代（1970年代）

### 935/76
[[File:Porsche935 (1976-early version) pits.jpg|thumb|275px|left|攝於1976年，一架早期型935參戰英國銀石6小時耐力賽（Silverstone 6 Hours），留意當時車頭燈仍未把車頭燈安放在底部。

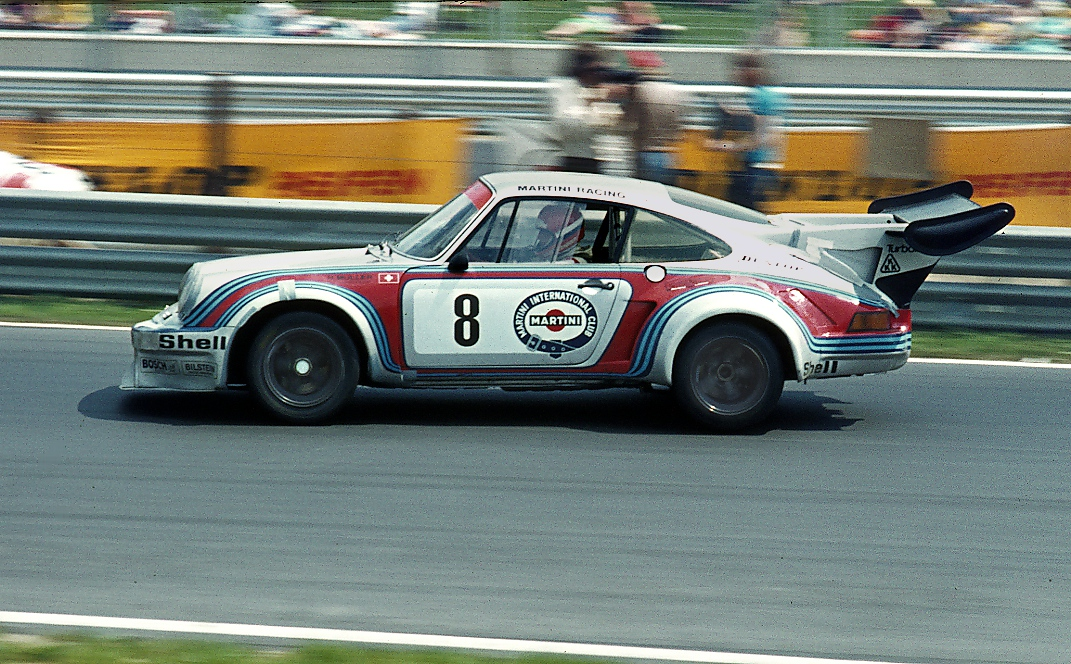
攝於1974年5月，保時捷 Carrera RSR 2.1 turbo Prototype。

在1976年，當時國際汽聯世界耐力錦標賽共有兩項錦標賽：一為以Group 5「特殊量產車」（Special Production Cars）為參賽指標的1976 FIA World Championship for Makes，另一項為以Group 6「原型車」 （Prototypes） 及最大容積為3.0L為參賽指標的 1976 World Sportscar Championship season。相應地，保時捷分別以 935 及當時最新的936參與賽事，並獲得了著名意大利釀酒商Martini & Rossi旗下的Martini Racing的贊助。Martini Racing此前亦曾贊助過保時捷參與1970年度及1971年度的勒芒24小时耐力赛，復以保時捷917及保時捷908作賽並取得了1971年度賽事冠軍。
每項錦標賽皆包含7場賽事。其中一個週末會有兩場賽事同時在法國東部城市第戎舉行。而在其他的週末，賽事則會在不同國家和地方舉行。此安排使保時捷必須慎重考慮其資源分配。Jacky Ickx和 Jochen Mass並安排作主力車手。而剛剛在1975年西班牙大獎賽經歷過撞車意外的Rolf Stommelen和Manfred Schurti則被安排作後備車手。

### 935/77

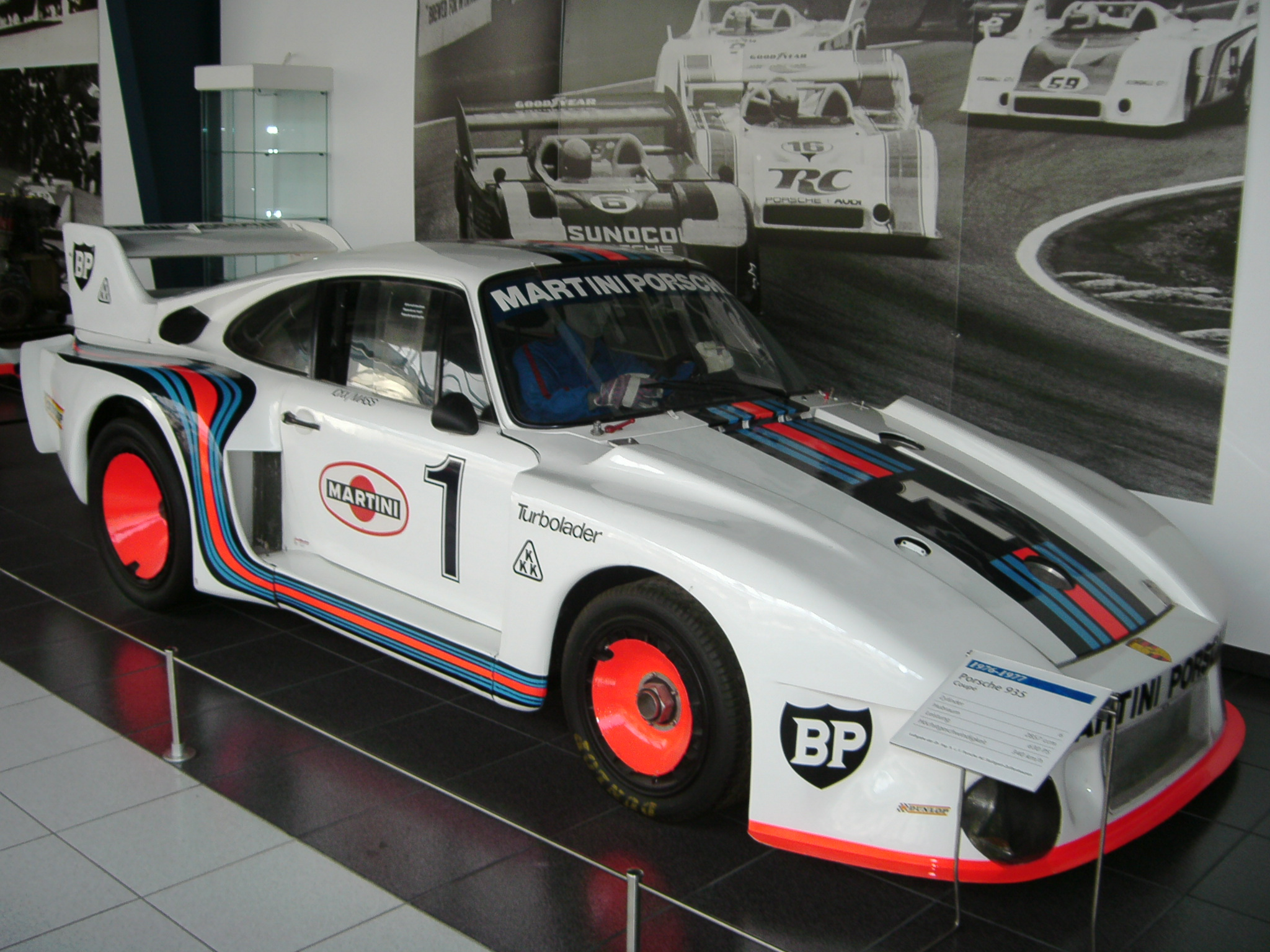
保時捷935/77

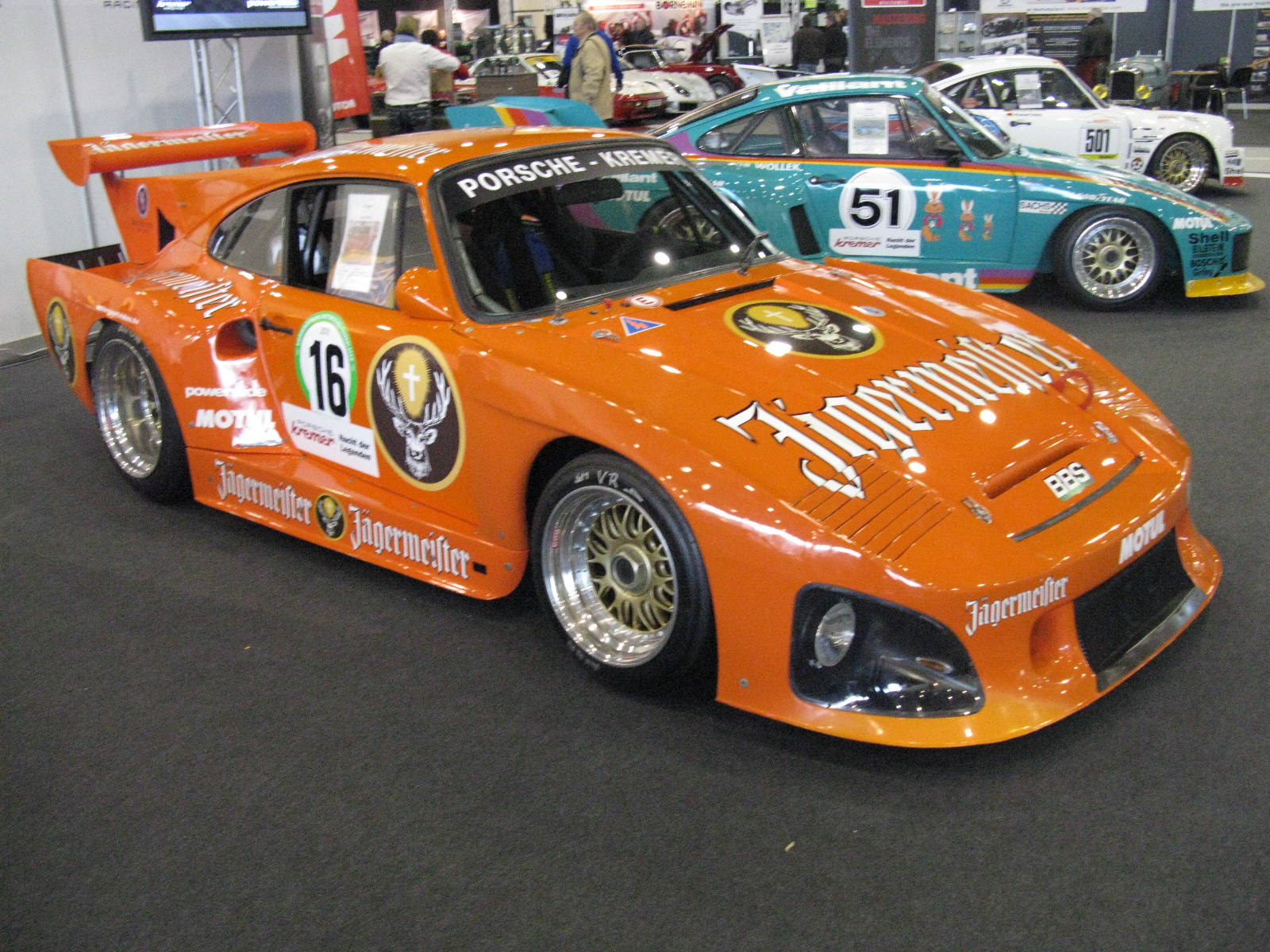
保時捷935 K3。

車體空力進行優化，部分車輛於車轂處鎖上輪框罩，最明顯的特徵便是車頭的改變，從兩側葉子板突出的頭燈"蛙眼"經典外觀被改為兩側葉子板與前蓋完全齊平的Slant nose或Flat nose的"平頭"外觀，頭燈也移至前導流板的位置。根據參加賽事，此車裝過1.4升空冷水平對臥六缸，2.0升直列四缸。
此車頭式樣曾經在930的量產車出現，頭燈為彈跳式頭燈。

### 935/78“Moby Dick”「大白鯨」
此車專為利曼賽道設計，首次導入水冷式缸頭，並且每缸為四汽門，排氣量提升至3.2升。
由於利曼賽道方向為順時針，重點彎角多為右彎，因此也將駕駛側改至右側，是此車的顯著特徵。
而空力部分再優化，車輪上輪框罩，車頭延伸的整流罩延長至車門側，由於沒有特別規範車尾的部分，因此拉長車尾，達到降低阻力的效果，加上白色塗裝的外觀，因此常被暱稱為“Moby Dick”「大白鯨」。

## 第二代 - 復刻（2019年）
在2019年，保時捷推出了新一代935。此車繼承了935的型號編號，並為了紀念初代版本的生產年份而生產了77架，以向935致敬。其車身外型及車身塗裝參考了參戰1978年世界錦標賽的935/78“ Moby Dick”。機械配搭上，跑車是發展於991世代的保時捷911 GT2 RS，內置的3.8升水平對臥六缸引擎及配備雙渦輪增壓，最大輸出為515 kW（700 hp）。